# سربست نبي
سربست نبي (بالكردية: Serbest Nebî) كاتب وباحث كردي سوري، ولد في مدينة القامشلي في شمال شرق سورية سنة 1968. حصل عام 1994 على شهادة البكالوريوس في الفلسفة من جامعة دمشق، ثم حصل على الدكتوراه في تاريخ الفلسفة الحديثة. معيد سابق في قسم الفلسفة في كلية الاداب والعلوم الانسانية في جامعة اللاذقية (تشرين سابقاً). كما عمل مدرساً للفلسفة السياسية في جامعة كويه في إقليم كردستان العراق ويعمل حالياً في كأستاذ جامعي في جامعة صلاح الدين في أربيل.

## كتاباته
لسربست نبي العديد من الكتابات والمؤلفات. أهمها:
- كارل ماركس: مسألة الدين، ( ثلاث طبعات) دار كنعان دمشق 2002، مؤسسة حمدي، السليمانية العراق 2006 دار كنعان وفي دمشق. سنة 2007.
- قضايا وحوارات في الفكر العربي (في جزأين)، طبعتان، دار حوران، دمشق عام 2004، دار البلد، دمشق في عام 2004.
- جدل المواطنة والسيادة التحديات التي تواجه مفهومي السيادة والمواطنة في العالم المعاصر.

## مقالاته
نشر نبي العديد من المقالات والابحاث التي تتعلق بالقضايا الفلسفية والسياسية المعاصرة، وخاصة المتعلقة بالشأن الكردي والسوري. يركز في كتاباته على التحليل النقدي للقضايا الراهنة مثل القومية والهوية والدين. وقد تُرجمت بعض مقالاته إلى لغات أخرى، مما يظهر تأثيره خارج السياق المحلي.